# Enterprise Feedback Management
Enterprise Feedback Management (EFM) ist ein System, bestehend aus Prozessen und Software, das es Unternehmen ermöglicht, Befragungen zentral mit unternehmensweiter Autorenzuweisung und Analysemöglichkeiten zu verwalten. EFM-Systeme bieten typischerweise verschiedene Rollen und Berechtigungsstufen für unterschiedliche Nutzer, wie Anfänger-Befragungsautor, Profi-Befragungsautor, Befragungsreporter und Übersetzer. EFM kann Unternehmen helfen, einen Dialog mit Mitarbeitern, Partnern und Kunden aufzunehmen, um Schlüsselthemen anzugehen und bei Bedarf bei kundenspezifischen Themen in Echtzeit zu intervenieren. EFM besteht aus einer Datenbank, Analysen und Berichterstattungen.
Moderne EFM-Systeme können Feedback unterschiedlichster Quellen, wie Kunden, Marktforschung, Soziale Medien, Mitarbeiter, Lieferanten, Partner und Audits überwachen, auf vertraulicher oder öffentlicher Basis.
EFM-Systeme können von Unternehmen unterschiedlicher Bereiche eingesetzt werden: Systeme von beispielsweise Clarabridge, Medallia, Netigate, Qualtrics, QuestionPro und QuestBack werden von mehr als der Hälfte der Fortune Global 500 Unternehmen für Dienstleistungen, Gebrauchsgüter, Finanzdienstleistungen, staatlichen und öffentlichen Dienst, Gesundheitswesen, Fertigung, Medien und Kommunikation, gemeinnützige und andere Gesellschaften, Forschungs- und Berufsdienstleistungen, Einzelhandel, Technologie, Reisen und Gastwirtschaft verwendet.

## Hintergrund
Der Begriff Enterprise Feedback Management wurde 2004 von Perseus Development geprägt und hat durch Gartner Inc. 2005 erstmals Popularität erlangt. Ihre Definition beschrieb EFM-Systeme als „formelle Werkzeuge zur Datensammlung und Ergebnisanalyse“.
Vor EFM wurde Befragungs-Software typischerweise abteilungsweise eingesetzt und es fehlten Benutzer-Rollen, Erlaubnisse und Abläufe. EFM macht eine firmenübergreifende Nutzung möglich und stellt Entscheidern wichtige Daten zur Steigerung der Kundenzufriedenheit, Loyalität und Customer Lifetime Value zur Verfügung. EFM ermöglicht es Firmen, ihre Kunden „ganzheitlich“ zu betrachten und besser auf deren Bedürfnisse einzugehen.
Systeme des Enterprise Feedback Management stammen von der „Predictive Analysis“-Technologie (PA) ab. Es kann abgeleitet werden, dass PA ein so großes Wissensgebiet darstellt wie Data Mining. Die Vorhersage aktueller und zukünftiger Tendenzen basiert auf den bisher gesammelten Daten. PA beinhaltet unterschiedliche Arten der Datenaufbereitung: Gruppierung (Clusteranalyse), Entscheidungsbaum, Regressionsanalyse, Künstliches neuronales Netz, Text Mining, Statistischer Test und andere. PA-Technologien sind Werkzeuge, welche Daten in Informationen und Informationen in Wissen umwandeln. Diese Umwandlung wurde zum Teil 1945 von Vannevar Bush im Artikel As We May Think beschrieben.
EFM-Programme unterstützen komplexes Umfragen-Design mit Funktionen wie Fragen und Seitenrotation, Quoten-Management und Mustersprung und -verzweigung. Die Software bietet üblicherweise fortgeschrittenes Berichterstatten, statistische Analysen und zentrales Panelmanagement. EFM-Anwendungen sind oft in externe Plattformen integriert, typischerweise in Customer-Relationship-Management-Systemen (CRM), aber auch in einem Personalinformationssystem und gewöhnlichen Webportalen.
Nicht wie bei einfachen Befragungstools, bieten EFM-Anwendungen Arbeitsabläufe mit Nutzerrollen und Berechtigungen, so dass bestimmte Nutzer Befragungen schreiben können, aber die Freigabe eines weiteren Nutzers für die Veröffentlichung benötigen. Solche Abläufe sichern eine konstante Qualität der Umfragen und die Einhaltung von Datenschutz- und IT-Sicherheitsrichtlinien. EFM-Programme unterscheiden sich stark innerhalb der Abteilungen HR, IT, Marketing und Vertrieb und weiteren Anwendungen unterschiedlichen Umfangs. Abteilungen innerhalb eines Unternehmens können zusammen an Feedbacks arbeiten, Ergebnisse teilen und Erkenntnisse ableiten, was Unternehmen die Möglichkeit gibt, hinzuhören, zu lernen und auf Bedürfnisse der Interessengruppen einzugehen. Ein zentraler Nutzen des EFM-Einsatzes ist die Entwicklung von Unternehmensregeln (also wer benötigt welche Feedbackinformationen) und gezielte Überwachung von Prozessen auf Seiten des Kunden, Mitarbeiters und Partners.

## EFM heute: aktuelle Situation und Ausblick
Gartner sagte voraus, dass 40 Prozent aller Feedback-Systeme bis 2008 EFM-Lösungen sein würden.
Erwähnenswert ist, dass die Motivation EFM einzuführen aus einer Reduzierung der Abhängigkeit (oder Kostenreduzierung) der herkömmlichen Zufriedenheitsforschung besteht.
Der EFM-Markt ist zwischen 2005 und 2006 von 60 % auf 70 % gewachsen.
Einige Veranschaulichungen, wie EFM sich entwickelt hat:
- Von Multikanal-Kundenbefragung zu Multikanal-Kundenfeedback

In den letzten Jahren haben sich Anbieter auf das Vervollständigen ihrer Fähigkeiten, Befragungen über mehrere Einsatzmethoden einzusetzen, fokussiert: E-Mail, Telefon, Sprachdialogsystem, SMS, Papier, und Fax. Die nächste Generation von EFM-Lösungen wird es Firmen ermöglichen, Feedback von wichtigen, neuen Quellen wie den Sozialen Medien, Online-Communities, Anrufaufnahmen, Aufzeichnungen aus Kontaktcentern und weiteren zu nutzen, um eine „Rundumsicht“ auf den Kunden zu erhalten. Die Fähigkeit Feedback über Soziale Medien zu erhalten ist zunehmend wichtig geworden, da immer mehr Kunden ihre Ansichten in Blogs, bei Facebook, Twitter, auf Nachrichtenseiten, in Foren und Rezensionen teilen. Mit Hilfe von „Touch-Point-Tracker“-Software ist es zudem möglich, verlässliches Feedback direkt zum Zeitpunkt des Kaufs einzuholen. Als Folge der Mobilität kann das Feedback über Tablets sowie Smartphones eingereicht werden.
- Von Insellösungen zu umfassenden Erkenntnissen

Befragungen erfassen ist nur der erste Schritt. Die nächste Generation der EFM-Lösungen hat die Fähigkeit, einzigartige Erkenntnisse durch Zusammenfassen und Analysieren des Multikanal-Feedbacks zu generieren. Zum Beispiel können Nutzer das Konsumklima anhand von Daten aus den Sozialen Medien mit der Zufriedenheit aus Befragungen und Loyalitäts-Auswertungen vergleichen und tiefer in Feedbackquellen auf Abrufebene eintauchen (verbale Befragungen, Anruferbefragungen etc.), um einen genaueren Zusammenhang feststellen zu können. Diese Erkenntnisse ermöglichen es Unternehmen, zugrunde liegende Probleme zu erfassen, die passenden Lösungen zu bestimmen und gezielt zu investieren, um unterm Strich den größten Einfluss ausüben zu können.
- Von einfachen Warnungen bei Befragungen zu fortgeschrittenem Fallmanagement in allen Befragungskanälen

Die nächste Generation der EFM-Lösungen kann mehr als nur einfache Warnungen bei negativen Befragungsergebnissen auszugeben. Umfassende EFM-Lösungen bieten jetzt auch umfangreiches Fallmanagement und reagieren zuverlässig auf individuelle Kundenprobleme und umfassende Fallstudien über alle Kanäle hinweg. Das gibt Unternehmen die Möglichkeit, effizient auf einzelne Kunden einzugehen und Vor-Ort-Leistungen sowie den Einbezug von leitenden Mitarbeitern einzusparen.
- Von statischen Erkenntnissen für wenige zu Echtzeit-Einsicht für Alle

Um Kundenbefragungen in strategische Werkzeuge zur Wettbewerbsfähigkeit zu verwandeln, müssen die Daten beim täglichen Treffen von Entscheidungen stets bereitstehen. Die nächste Generation von EFM-Lösungen liefert jedem Nutzer im Unternehmen relevante Daten aus Befragungen in Echtzeit und ihren Rollen entsprechend – Führungskraft, Manager, Kundendienst etc. – ohne unnötigen Aufwand für die Administration. American General beispielsweise, nutzt Möglichkeiten des Maßnahmenmanagements, um Service- und Qualitätsprobleme unternehmensweit in Echtzeit anzugehen, mit Befragungsreaktionen, welche E-Mail-Warnungen auslösen und Werkzeugen des Fallmanagements entsprechend der Geschäftsregeln. Warnungen erlauben es Unternehmen, die Initiative zu ergreifen und auf Probleme mit Kunden schneller reagieren zu können – und weil sie Probleme bei der Entstehung erfassen, zeigt die Kundenzufriedenheit direkt, wie Änderungen das Erleben des Kunden beeinflussen.
Mit den Informationen aus dem Kundenzufriedenheitsprogramm identifizierte die American International Group Möglichkeiten, Technologiekosten zu reduzieren, Ausgaben zu verhindern und Geschäftsprozesse zu optimieren. Sie verfolgen Stände und Trends, um zu verstehen, wie jeder Geschäftsbereich das Erlebnis des Kunden verbessern kann. Als Folge konnten sie die Gesamtzufriedenheit verbessern und mehr Kunden beibehalten.
Einer der wichtigsten Trends in der EFM-Entwicklung ist die Integration der Mobilität der Hersteller. Verint Systems beispielsweise, hat eine mobile EFM-App (Mobile App) eingeführt. Die Möglichkeit Feedback auf tragbaren Geräten zu nutzen hat viele, wesentliche Vorteile, welche es Firmen-Mitarbeitern ermöglicht, Daten pünktlich zu empfangen und zu analysieren. Die wichtigsten Innovationen sind:
- Optimierung der Befragungen für portable Geräte. Mit diesen neuen Technologien ist es möglich, EFM auf Tablets und Smartphones zu nutzen.
- Benutzung von mobiler Berichterstattung. Benötigte Analysen können ausgeführt und betriebliche Entscheidungen in festgelegten Zeiträumen getroffen werden.
- Vorteile mobiler Offline-Befragungen nutzen. Während vorangegangene EFM-Versionen einen Internetzugang benötigten, erlaubt dieser mobile Dienst dem Nutzer, Analysen teilweise offline durchzuführen und später mit der Online-App zu synchronisieren.
- Erhöhte Antwortrate durch SMS. Marktforscher können ihre Kunden über SMS, Bulk-Messages und Erinnerungen erreichen.

## Kritik
Obwohl EFM als ein geeignetes Werkzeug für verschiedene Datenanalysen erscheint, wurde auch behauptet, dass EFM eine Sache der Vergangenheit ist. Als wesentlicher Nachteil könnte die Tatsache, dass EFM sich am Unternehmen, nicht am Kunden ausrichtet angesehen werden; Erkenntnisse aus einer Vielfalt von Eingängen müssen untersucht werden, das Feedback wäre ein zu kleiner Bereich; Der Wert des Systems sollte an den abgeleiteten Maßnahmen, nicht nur dem Umgang mit Befragungen gemessen werden. Der Autor des Artikels Enterprise Feedback Management (EFM) Is Dead deutet an, dass "Customer Insight and Action Platforms" (CIA) anstatt von EFM genutzt werden sollte.